# 3-Nitroanilin
A 3-nitroanilin, más néven meta-nitroanilin vagy m-nitroanilin nem illékony, stabil szilárd anyag, színezékek gyártásához használják. Molekulájában az anilin 3-as pozíciójában egy nitro funkciós csoport található. Semleges, savas és lúgos oldatban is stabil, biológiailag nem bomlik le, és biológiai felhalmazódásra sem hajlamos.
Azokapcsolással nyert vegyületek, például a disperse yellow 5 és acid blue 29 színezékek gyártásának köztiterméke.

## Előállítása
Előállítható a benzamid nitrálásával, majd a képződő 3-nitrobenzamid Hofmann-lebontásával. Ennek során a 3-nitrobenzamidot nátrium-hipobromittal vagy -hipoklorittal kezelik, ami az amidcsoportot aminná alakítja.

## Fordítás
Ez a szócikk részben vagy egészben  a(z)   3-Nitroaniline című angol Wikipédia-szócikk ezen változatának fordításán alapul.  Az eredeti cikk szerkesztőit annak laptörténete sorolja fel. Ez a jelzés csupán a megfogalmazás eredetét és a szerzői jogokat jelzi, nem szolgál a cikkben szereplő információk forrásmegjelöléseként.